# Sossúnovka
Sossúnovka (en rus: Сосуновка) és un poble de la República de Mordòvia, a Rússia, segons el cens del 2010 tenia 241 habitants, pertany al municipi d'Atiàixevo.